# Myštěves
Myštěves (v místním nářečí Myšťoves, německy Mischtowes) je obec v okrese Hradec Králové v Královéhradeckém kraji. Leží sedm kilometrů severovýchodně od města Nový Bydžov. Žije zde 191 obyvatel.

## Historie
Původní podoba názvu Myštěvsi byla Myslčeves. Podoba jména se však postupně měnila: Myslčoves, Mysličeves, Myslečeves, Mysčeves, Myščeves a nakonec Myšteves.
První údaje o Myštěvsi jsou z roku 1365. V roce 1378 patřila Myštěves zemanu Blahutovi z Myslčovsi (tehdejší název Myštěvse). Je možné, že jeho potomkem byl i Michal z Myštěvsi, který je zde psán roku 1406. Po husitských válkách patřila ves, respektive její část, v roce 1452 Kunešovi z Petrovic a Myštěvsi. Je pravděpodobné, že v té době byla ves rozdělena na dvory patřící dvěma příslušníkům nižší šlechty. Na počátku 16. století držel ves Jan Otmar z Holohlav, ale po jeho smrti je majetek opět rozdroben mezi jeho syny. Třicetiletá válka způsobila skoro zánik vsi. V roce 1654 je zde v Berní rule zapsán pouze statek Petra z Myštěvsi a sedláci Jiří Horák a Jan Forbelský. Na počátku 18. století patřila Myštěves k panství Skřivany patřícímu hraběti z Bredy.
Nejvýznamnější památkou na katastru obce je novobarokní zámek Blažkov zvaný Blažkovický hrad.

## Obyvatelstvo
| Rok            | 1869 | 1880 | 1890 | 1900 | 1910 | 1921 | 1930 | 1950 | 1961 | 1970 | 1980 | 1991 | 2001 | 2011 | 2021 |
| -------------- | ---- | ---- | ---- | ---- | ---- | ---- | ---- | ---- | ---- | ---- | ---- | ---- | ---- | ---- | ---- |
| Počet obyvatel | 560  | 626  | 646  | 663  | 656  | 583  | 590  | 346  | 301  | 248  | 225  | 180  | 180  | 185  | 174  |
| Počet domů     | 82   | 91   | 100  | 101  | 111  | 112  | 117  | 118  | 105  | 89   | 73   | 97   | 98   | 100  | 102  |

## Pamětihodnosti
- Zámek Blažkov
- Socha svatého Jana Nepomuckého

## Galerie

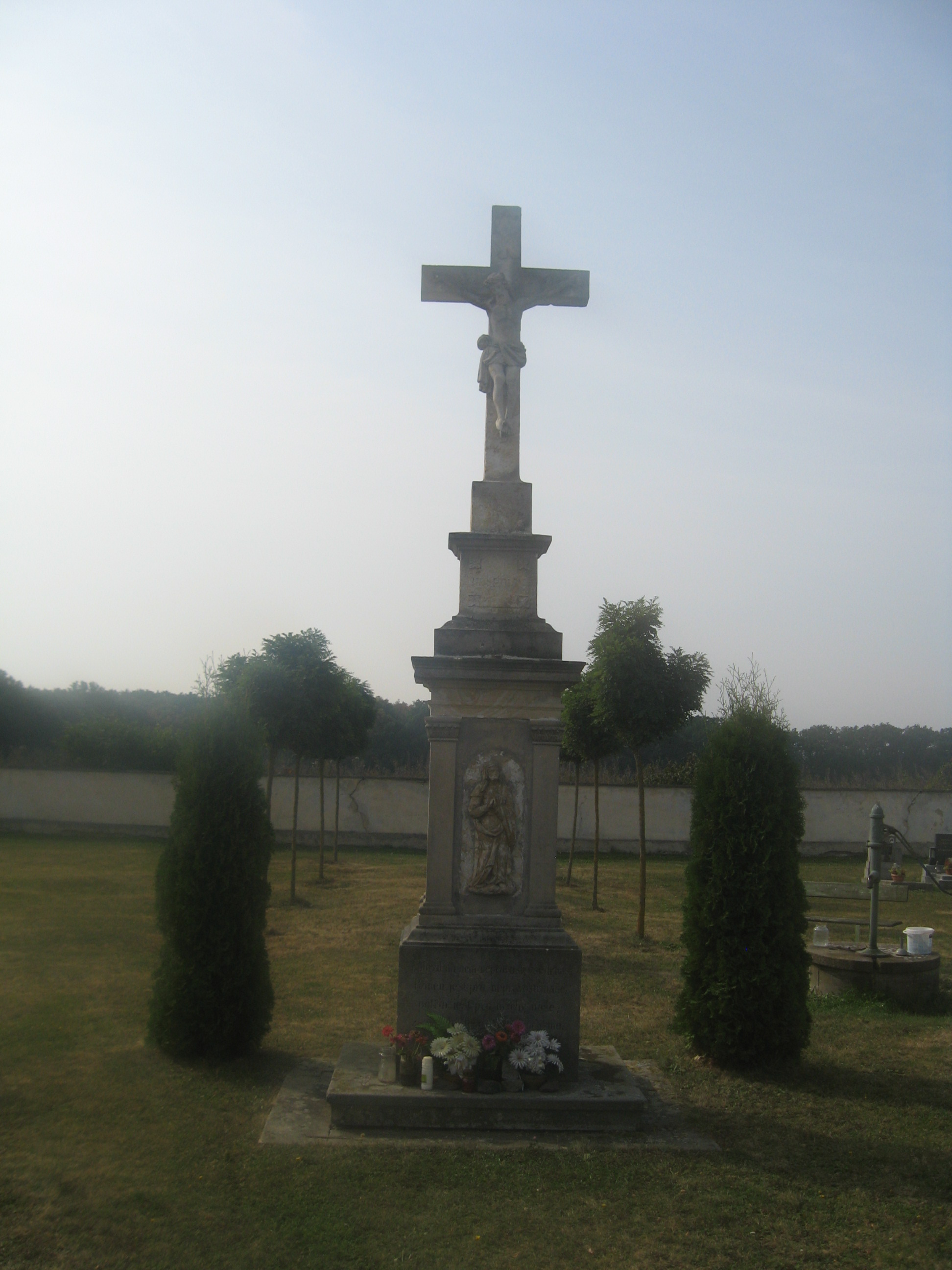
Barokní kříž na hřbitově
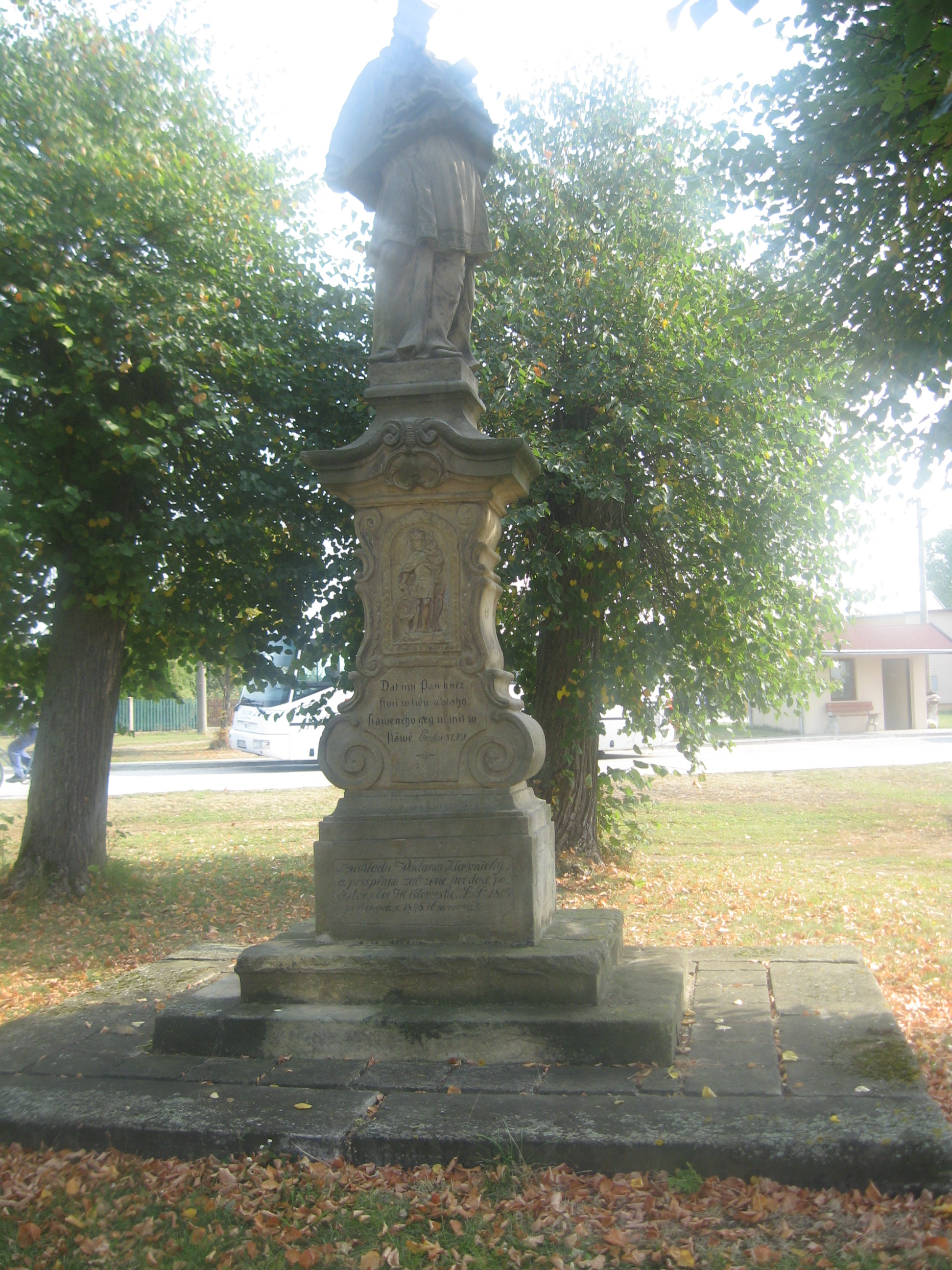
Socha svatého Jana Nepomuckého na návsi
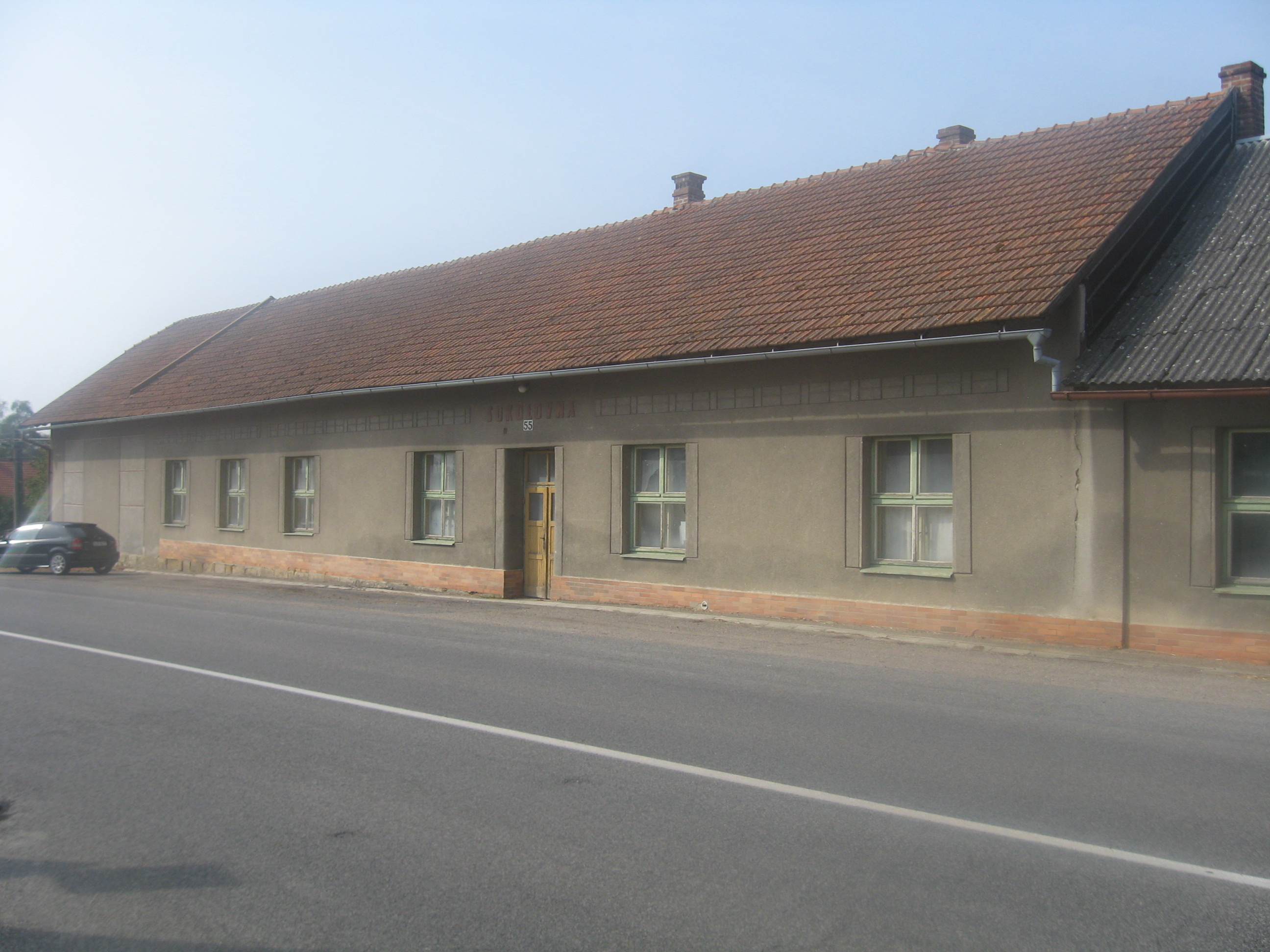
Sokolovna
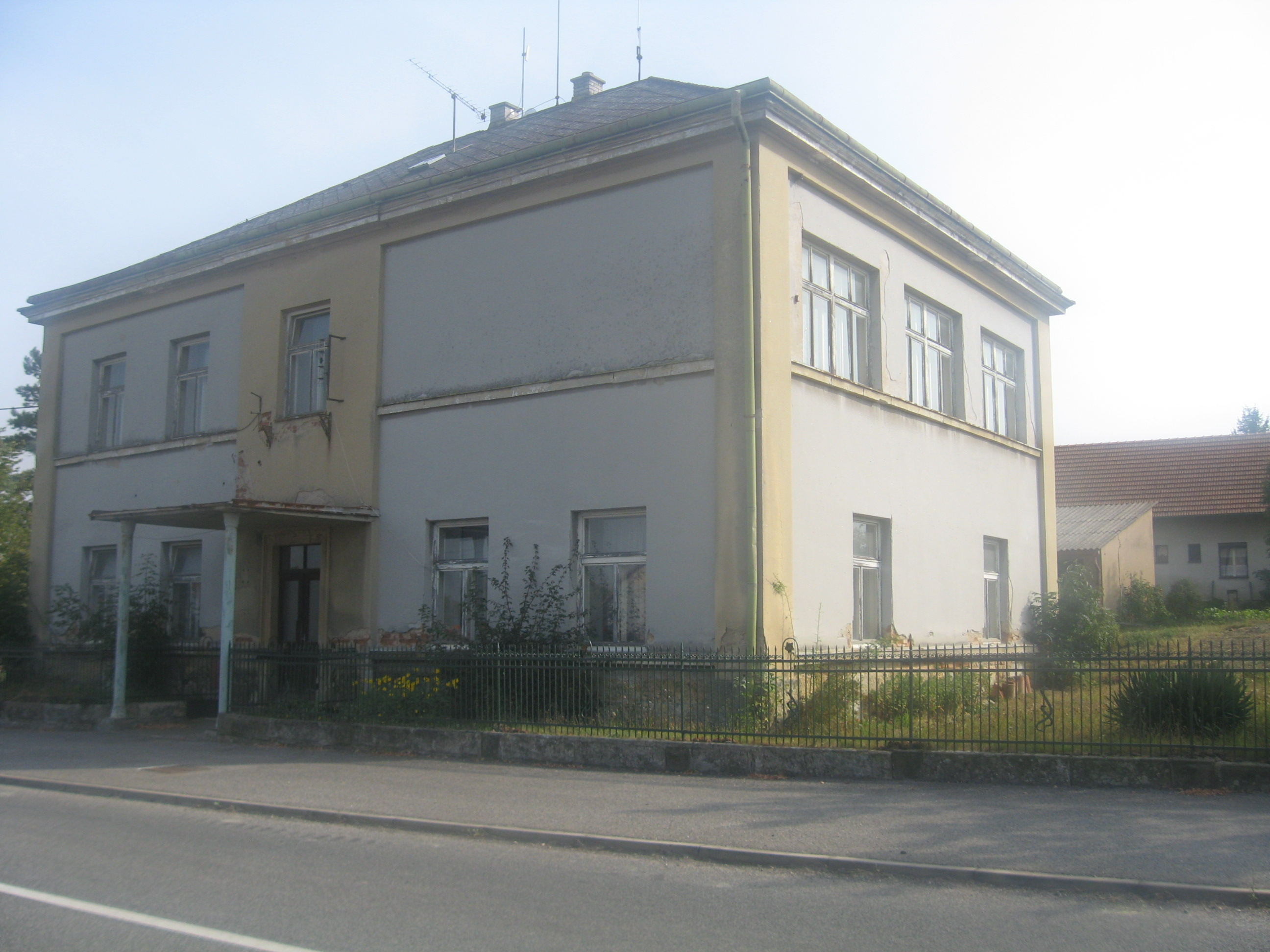
Bývalá škola
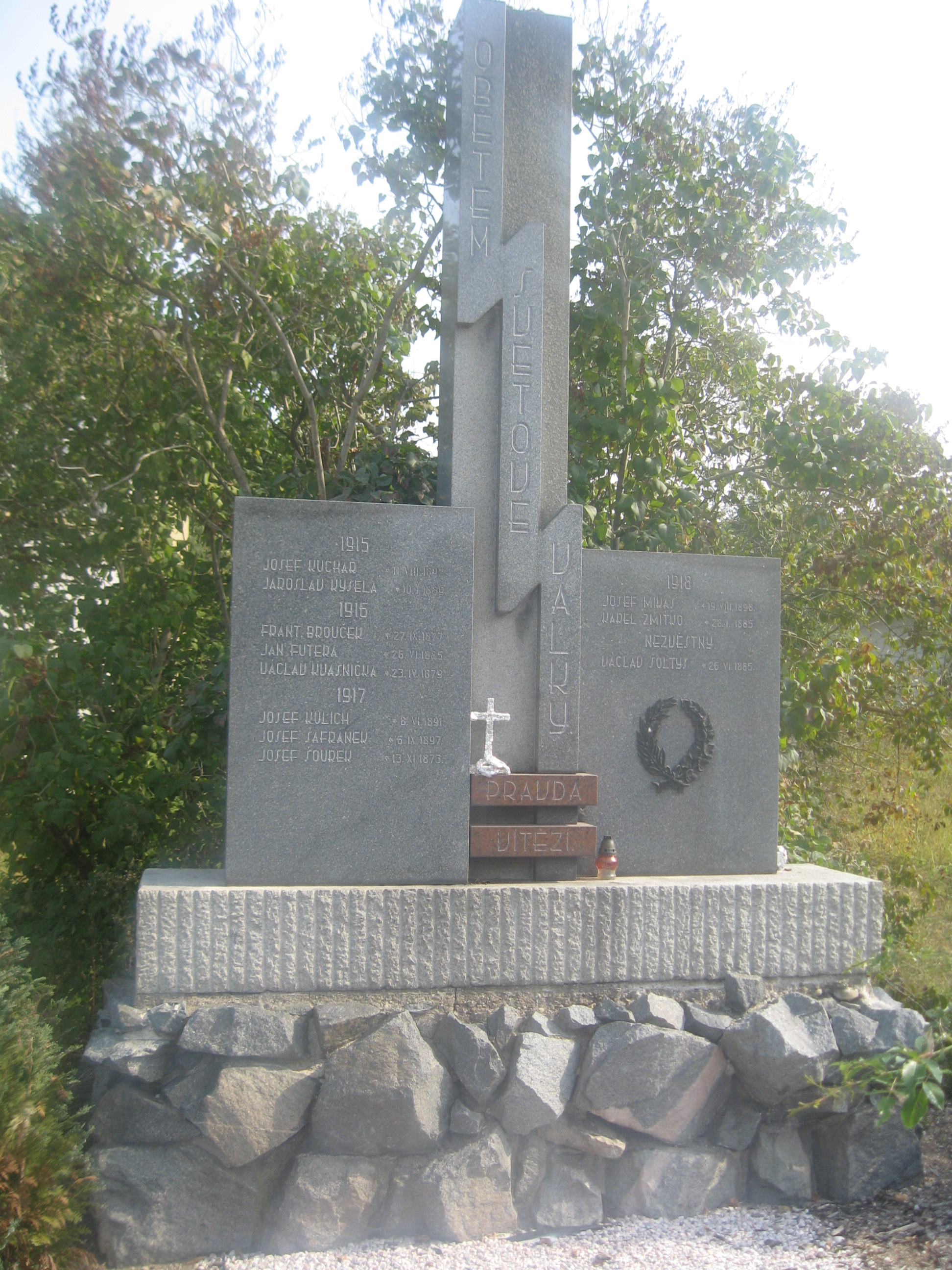
Pomník padlým v první světové válce
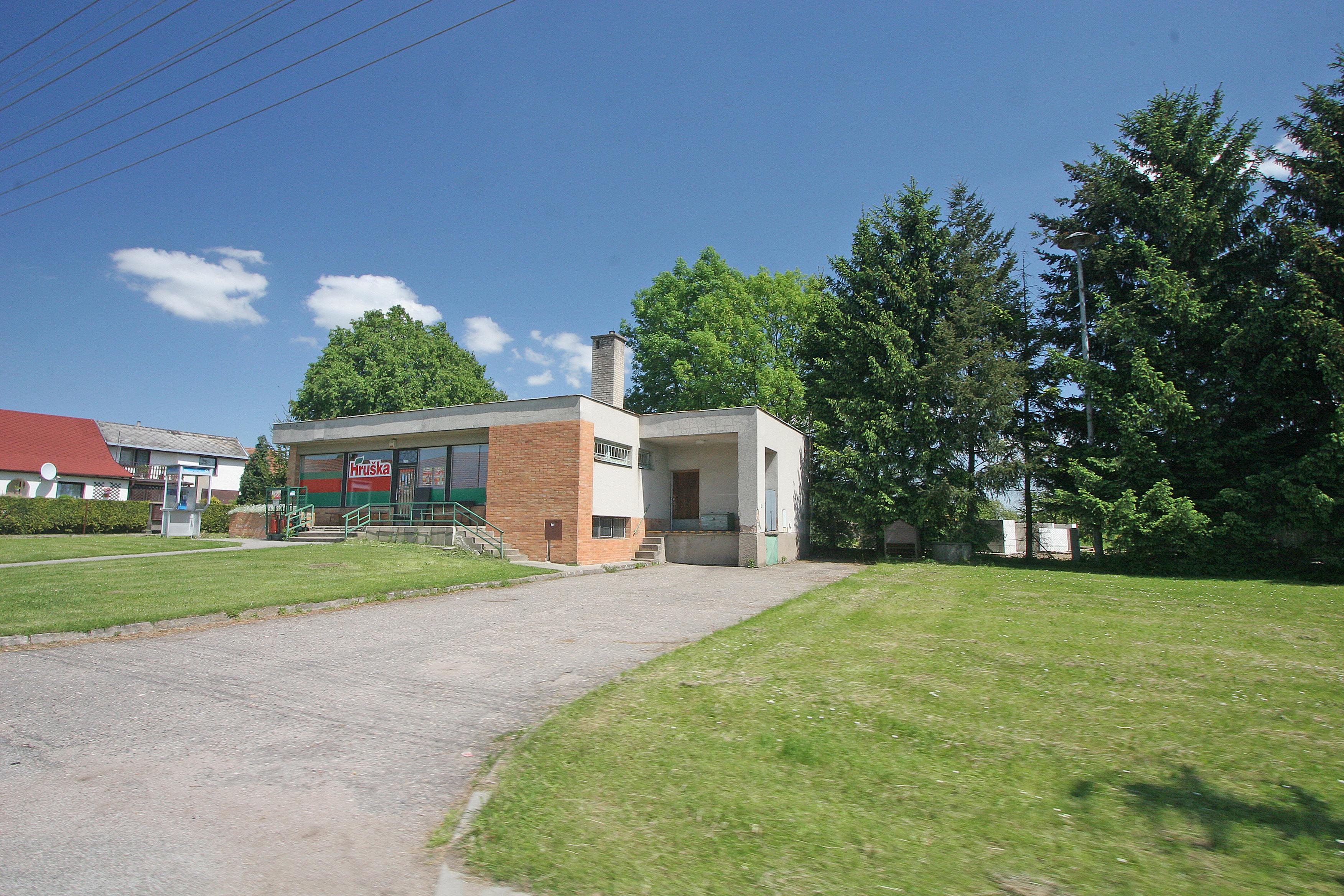
Prodejna